# Panthiades jalan
Panthiades jalan är en fjärilsart som beskrevs av Tryon Reakirt 1866. Panthiades jalan ingår i släktet Panthiades och familjen juvelvingar. Inga underarter finns listade i Catalogue of Life.